# Темпл Терас (Флорида)
Темпл Терас (енгл. Temple Terrace) град је у америчкој савезној држави Флорида. По попису становништва из 2010. у њему је живело 24.541 становника.

## Демографија
Према попису становништва из 2010. у граду је живело 24.541 становника, што је 3.623 (17,3%) становника више него 2000. године.
| Група             | 2000.          | 2010.          |
| Белци             | 15.163 (72,5%) | 14.299 (58,3%) |
| Афроамериканци    | 2.334 (11,2%)  | 4.793 (19,5%)  |
| Азијати           | 541 (2,6%)     | 1.338 (5,5%)   |
| Хиспаноамериканци | 2.373 (11,3%)  | 3.597 (14,7%)  |
| Укупно            | 20.918         | 24.541         |